# Swellendam Local Municipality
Swellendam (englisch Swellendam Local Municipality, afrikaans Swellendam Plaaslike Munisipaliteit) ist eine Lokalgemeinde im Distrikt Overberg der südafrikanischen Provinz Westkap. Der Sitz der Gemeindeverwaltung befindet sich in Swellendam. Bürgermeister ist Francois du Rand.
Die Benennung der Lokalgemeinde erfolgte nach ihrem viel älteren Hauptort, wo im Oktober 1747 eine Drosty geschaffen wurde. Es ist ein Kofferwort aus zwei verkürzten Personennamen. Diese waren der ehemalige Gouverneur der Kapkolonie Hendrik Swellengrebel (1700–1760) und seine Frau Helena ten Damme.

## Städte und Orte
- Barrydale
- Infanta
- Suurbraak
- Swellendam

## Bevölkerung
Im Jahr 2011 hatte die Gemeinde 35.916 Einwohner auf einer Gesamtfläche von 2999 km². Davon waren 68,8 % Coloured, 17,4 % weiß und 12,4 % schwarz. Gesprochen wurde zu 82,9 % Afrikaans, zu 6,7 % isiXhosa und zu 4,5 % Englisch.

## Sehenswürdigkeiten
- Bontebok National Park
- Grootvadersbosch Nature Reserve
- Marloth Nature Reserve